# Sphecodes biroi
Sphecodes biroi là một loài Hymenoptera trong họ Halictidae. Loài này được Friese mô tả khoa học năm 1909.